# Alconaba
Alconaba település Spanyolországban, Soria tartományban. Alconaba Soria, Velilla de la Sierra, Renieblas, Candilichera, Aldealafuente és Los Rábanos községekkel határos. Lakosainak száma 199 fő (2024).

## Népesség
A település népessége az elmúlt években az alábbi módon változott:
| Lakosok száma | 178  | 175  | 169  | 177  | 190  | 198  | 191  | 176  | 199  | 199  |
|               | 2001 | 2004 | 2007 | 2009 | 2012 | 2014 | 2017 | 2019 | 2022 | 2024 |